# Margherita di Valois (principessa illegittima)
Margherita di Valois (Parigi, 1407 – 1º gennaio 1458), detta anche Mademoiselle de Belleville e conosciuta come "bastarda di Francia" (francese: bâtarde de France) è stata la figlia illegittima del re di Francia Carlo VI e della sua amante Odette de Champdivers.

## Biografia
Nel 1418, il re offrì una rendita vitalizia a Odette de Champdivers e Marguerite de Valois, sua figlia. Dall'aprile all'ottobre del 1422, il morente governo di Carlo VI di Francia assegnò a Marguerite de Valois un vitalizio di cinquecento lire all'anno, dalla gabella di Saint-Jean-de-Losne.
Quando nel 1422 il re morì, Odette e la figlia persero il vitalizio e cercarono riparo presso il duca di Borgogna, qui però le due donne vengono accusate e processate per aver commesso spionaggio a favore della Francia. 
Successivamente, nel 1424 le due donne si rifugiano nel Delfinato.
Carlo VII legittimò Margherita con lettere datate gennaio 1428.
Nello stesso anno ella sposò Jean III di Harpedanne, signore di Belleville-en-Poitou e Montaigu, siniscalco di Saintonge, ciambellano di Carlo VII di Francia, figlio di Jean II Harpedanne, signore di Belleville, e Jeanne de Mussidan ricevendo una dote di 20.000 mouton d'oro.